# Sorciers vs Aliens
Sorciers vs Aliens (Wizards vs Aliens) est une série télévisée fantastique britannique en 36 épisodes de 28 minutes créée par Russell T Davies et Phil Ford, diffusée entre le 29 octobre 2012 et le 25 novembre 2014 sur la CBBC.
En France, la série est diffusée sur Canal J. Elle reste inédite dans les autres pays francophones.

## Synopsis
Tom Clarke est un jeune sorcier. Un jour, il se fait capturer par les Nekross, des extra-terrestres qui se nourrissent de magie. Avec son ami, Benny Sherwood, et sa grand-mère, ils vont devoir affronter les Nekross. La guerre "Sorciers vs Aliens" est déclarée !

## Distribution
- Scott Haran (en) : Thomas Robert « Tom » Clark, sorcier, aime le football
- Annette Badland : Ursula Crowe, grand-mère de Tom, qui vient de la lignée des sorciers-guerriers, les Crowe
- Michael Higgs (en) : Michael Clarke, père de Tom, sans pouvoirs magiques
- Dan Starkey : Randal Moon, lutin, qui protège la chambre des Crowe
- Jefferson Hall (saison 1 & 2), Kristian Philips (saison 3) : Varg, prince de Nekron
- Alex Childs : Lady Lyzera, reine de Nekron, femme de Varg
- Manpreet Bambra (en) : Katie Lord, amie de Tom et Benny
- Connor Scarlett (en) : Quinn Christopher, ami de Tom et Benny
- Percelle Ascott : Benjamin Claude « Benny » Sherwood, ami de Tom, homosexuel, parti étudier au MIT
- Brian Blessed (voix) : Le roi de Nekross, se nourrit de magie.
- Gwendoline Christie : Lexi, fille du roi de Nekross
- Tom Bell : Technicien Jathro 15, un technicien du Zarantulus, il travaille avec la chancelière Kooth, pour renverser la famille royale

## Production
En 2011, deux saisons ont été commandées pour 2012 et 2013.
En janvier 2015, la série a été mis en pause au terme de la troisième saison. Le réalisateur a dit que la série pourrait revenir dans le futur.

## Épisodes

### Première saison (2012)
1. L'Arrivée des Nekross (Première Partie) (Dawn of the Nekross (Part 1))
2. L'Arrivée des Nekross (Deuxième Partie) (Dawn of the Nekross (Part 2))
3. Grazlax attaque (Première Partie) (Grazlax Attacks (Part 1))
4. Grazlax attaque (Deuxième Partie) (Grazlax Attacks (Part 2))
5. Obscure Magie (Première Partie) (Rebel Magic (Part 1))
6. Obscure Magie (Deuxième Partie) (Rebel Magic (Part 2))
7. Alliance inattendu (Première Partie) (Friend of Foe (Part 1))
8. Alliance inattendu (Deuxième Partie) (Friend of Foe (Part 2))
9. Le Virus (Première Partie) (Fall of the Nekross (Part 1))
10. Le Virus (Deuxième Partie) (Fall of the Nekross (Part 2))
11. Un dernier jour (Première Partie) (The Last Day (Part 1))
12. Un dernier jour (Deuxième Partie) (The Last Day (Part 2))

### Deuxième saison (2013)
1. Les 100 sorciers (Première Partie) (100 Wizards (Part 1))
2. Les 100 sorciers (Deuxième Partie) (100 Wizards (Part 2))
3. Vice Versa (Première Partie) (Vice Versa (Part 1))
4. Vice Versa (Deuxième Partie) (Vice Versa (Part 2))
5. La Grotte de Menla-Gto (Première Partie) (The Cave of Menla-Gto (Part 1))
6. La Grotte de Menla-Gto (Deuxième Partie) (The Cave of Menla-Gto (Part 2))
7. La Malédiction des Crowe (Première Partie) (The Curse of Crowe (Part 1))
8. La Malédiction des Crowe (Deuxième Partie) (The Curse of Crowe (Part 2))
9. Le Treizième étage (Première Partie) (The Thirteenth Floor (Part 1))
10. Le Treizième étage (Deuxième Partie) (The Thirteenth Floor (Part 2))
11. Une nuit sans fin (Première Partie) (Endless Night (Part 1))
12. Une nuit sans fin (Deuxième Partie) (Endless Night (Part 2))
13. Guerre et Magie (Première Partie) (All Out War! (Part 1))
14. Guerre et Magie (Deuxième Partie) (All Out War! (Part 2))

### Troisième saison (2014)
1. Le Secret de la maison 12 (Première Partie) (The Secret of Room 12 (Part 1))
2. Le Secret de la maison 12 (Deuxième Partie) (The Secret of Room 12 (Part 2))
3. Le Quantique effet (Première Partie) (The Quantum Effect (Part 1))
4. Le Quantique effet (Deuxième Partie) (The Quantum Effect (Part 1))
5. Les Filles de Stone (Première Partie) (The Daughters of Stone (Part 1))
6. Les Filles de Stone (Deuxième Partie) (The Daughters of Stone (Part 2))
7. La Clé (Première Partie) (The Key of Bones (Part 1))
8. La Clé (Deuxième Partie) (The Key of Bones (Part 2))
9. La Crépuscule (Première Partie) (Twilight Falls (Part 1))
10. La Crépiscule (Deuxième Partie) (Twilight Falls (Part 2))